# Базлов, Юрий Васильевич
Юрий Васильевич Базлов (6 октября 1947, посёлок Клерк Хасанского района Приморского края) — российский, ранее советский, шахматный композитор, международный гроссмейстер по шахматной композиции (2016), мастер спорта СССР по шахматной композиции (1983), журналист.
Финалист личных чемпионатов СССР, победитель 15-го чемпионата по разделу этюдов, 1984. С 1962 года опубликовал более 300 композиций, преимущественно этюдов. Участник многих конкурсов, где удостоен около 200 отличий (в том числе свыше 30 первых призов). Для этюдов Базлова характерны: идея, замаскированная динамичной игрой всех фигур; наличие неочевидного тематического ложного следа; оригинальная контригра чёрных.

## Творчество
|   | a | b | c | d | e | f | g | h |   |
| - | --- | --- | --- | --- | --- | --- | --- | --- | - |
| 8 | h8 чёрный король · e6 чёрная ладья · f6 чёрный слон · g6 белый слон · f5 белый конь · e4 чёрный слон · e1 белый король · g1 белый слон | h8 чёрный король · e6 чёрная ладья · f6 чёрный слон · g6 белый слон · f5 белый конь · e4 чёрный слон · e1 белый король · g1 белый слон | h8 чёрный король · e6 чёрная ладья · f6 чёрный слон · g6 белый слон · f5 белый конь · e4 чёрный слон · e1 белый король · g1 белый слон | h8 чёрный король · e6 чёрная ладья · f6 чёрный слон · g6 белый слон · f5 белый конь · e4 чёрный слон · e1 белый король · g1 белый слон | h8 чёрный король · e6 чёрная ладья · f6 чёрный слон · g6 белый слон · f5 белый конь · e4 чёрный слон · e1 белый король · g1 белый слон | h8 чёрный король · e6 чёрная ладья · f6 чёрный слон · g6 белый слон · f5 белый конь · e4 чёрный слон · e1 белый король · g1 белый слон | h8 чёрный король · e6 чёрная ладья · f6 чёрный слон · g6 белый слон · f5 белый конь · e4 чёрный слон · e1 белый король · g1 белый слон | h8 чёрный король · e6 чёрная ладья · f6 чёрный слон · g6 белый слон · f5 белый конь · e4 чёрный слон · e1 белый король · g1 белый слон | 8 |
| 7 | h8 чёрный король · e6 чёрная ладья · f6 чёрный слон · g6 белый слон · f5 белый конь · e4 чёрный слон · e1 белый король · g1 белый слон | h8 чёрный король · e6 чёрная ладья · f6 чёрный слон · g6 белый слон · f5 белый конь · e4 чёрный слон · e1 белый король · g1 белый слон | h8 чёрный король · e6 чёрная ладья · f6 чёрный слон · g6 белый слон · f5 белый конь · e4 чёрный слон · e1 белый король · g1 белый слон | h8 чёрный король · e6 чёрная ладья · f6 чёрный слон · g6 белый слон · f5 белый конь · e4 чёрный слон · e1 белый король · g1 белый слон | h8 чёрный король · e6 чёрная ладья · f6 чёрный слон · g6 белый слон · f5 белый конь · e4 чёрный слон · e1 белый король · g1 белый слон | h8 чёрный король · e6 чёрная ладья · f6 чёрный слон · g6 белый слон · f5 белый конь · e4 чёрный слон · e1 белый король · g1 белый слон | h8 чёрный король · e6 чёрная ладья · f6 чёрный слон · g6 белый слон · f5 белый конь · e4 чёрный слон · e1 белый король · g1 белый слон | h8 чёрный король · e6 чёрная ладья · f6 чёрный слон · g6 белый слон · f5 белый конь · e4 чёрный слон · e1 белый король · g1 белый слон | 7 |
| 6 | h8 чёрный король · e6 чёрная ладья · f6 чёрный слон · g6 белый слон · f5 белый конь · e4 чёрный слон · e1 белый король · g1 белый слон | h8 чёрный король · e6 чёрная ладья · f6 чёрный слон · g6 белый слон · f5 белый конь · e4 чёрный слон · e1 белый король · g1 белый слон | h8 чёрный король · e6 чёрная ладья · f6 чёрный слон · g6 белый слон · f5 белый конь · e4 чёрный слон · e1 белый король · g1 белый слон | h8 чёрный король · e6 чёрная ладья · f6 чёрный слон · g6 белый слон · f5 белый конь · e4 чёрный слон · e1 белый король · g1 белый слон | h8 чёрный король · e6 чёрная ладья · f6 чёрный слон · g6 белый слон · f5 белый конь · e4 чёрный слон · e1 белый король · g1 белый слон | h8 чёрный король · e6 чёрная ладья · f6 чёрный слон · g6 белый слон · f5 белый конь · e4 чёрный слон · e1 белый король · g1 белый слон | h8 чёрный король · e6 чёрная ладья · f6 чёрный слон · g6 белый слон · f5 белый конь · e4 чёрный слон · e1 белый король · g1 белый слон | h8 чёрный король · e6 чёрная ладья · f6 чёрный слон · g6 белый слон · f5 белый конь · e4 чёрный слон · e1 белый король · g1 белый слон | 6 |
| 5 | h8 чёрный король · e6 чёрная ладья · f6 чёрный слон · g6 белый слон · f5 белый конь · e4 чёрный слон · e1 белый король · g1 белый слон | h8 чёрный король · e6 чёрная ладья · f6 чёрный слон · g6 белый слон · f5 белый конь · e4 чёрный слон · e1 белый король · g1 белый слон | h8 чёрный король · e6 чёрная ладья · f6 чёрный слон · g6 белый слон · f5 белый конь · e4 чёрный слон · e1 белый король · g1 белый слон | h8 чёрный король · e6 чёрная ладья · f6 чёрный слон · g6 белый слон · f5 белый конь · e4 чёрный слон · e1 белый король · g1 белый слон | h8 чёрный король · e6 чёрная ладья · f6 чёрный слон · g6 белый слон · f5 белый конь · e4 чёрный слон · e1 белый король · g1 белый слон | h8 чёрный король · e6 чёрная ладья · f6 чёрный слон · g6 белый слон · f5 белый конь · e4 чёрный слон · e1 белый король · g1 белый слон | h8 чёрный король · e6 чёрная ладья · f6 чёрный слон · g6 белый слон · f5 белый конь · e4 чёрный слон · e1 белый король · g1 белый слон | h8 чёрный король · e6 чёрная ладья · f6 чёрный слон · g6 белый слон · f5 белый конь · e4 чёрный слон · e1 белый король · g1 белый слон | 5 |
| 4 | h8 чёрный король · e6 чёрная ладья · f6 чёрный слон · g6 белый слон · f5 белый конь · e4 чёрный слон · e1 белый король · g1 белый слон | h8 чёрный король · e6 чёрная ладья · f6 чёрный слон · g6 белый слон · f5 белый конь · e4 чёрный слон · e1 белый король · g1 белый слон | h8 чёрный король · e6 чёрная ладья · f6 чёрный слон · g6 белый слон · f5 белый конь · e4 чёрный слон · e1 белый король · g1 белый слон | h8 чёрный король · e6 чёрная ладья · f6 чёрный слон · g6 белый слон · f5 белый конь · e4 чёрный слон · e1 белый король · g1 белый слон | h8 чёрный король · e6 чёрная ладья · f6 чёрный слон · g6 белый слон · f5 белый конь · e4 чёрный слон · e1 белый король · g1 белый слон | h8 чёрный король · e6 чёрная ладья · f6 чёрный слон · g6 белый слон · f5 белый конь · e4 чёрный слон · e1 белый король · g1 белый слон | h8 чёрный король · e6 чёрная ладья · f6 чёрный слон · g6 белый слон · f5 белый конь · e4 чёрный слон · e1 белый король · g1 белый слон | h8 чёрный король · e6 чёрная ладья · f6 чёрный слон · g6 белый слон · f5 белый конь · e4 чёрный слон · e1 белый король · g1 белый слон | 4 |
| 3 | h8 чёрный король · e6 чёрная ладья · f6 чёрный слон · g6 белый слон · f5 белый конь · e4 чёрный слон · e1 белый король · g1 белый слон | h8 чёрный король · e6 чёрная ладья · f6 чёрный слон · g6 белый слон · f5 белый конь · e4 чёрный слон · e1 белый король · g1 белый слон | h8 чёрный король · e6 чёрная ладья · f6 чёрный слон · g6 белый слон · f5 белый конь · e4 чёрный слон · e1 белый король · g1 белый слон | h8 чёрный король · e6 чёрная ладья · f6 чёрный слон · g6 белый слон · f5 белый конь · e4 чёрный слон · e1 белый король · g1 белый слон | h8 чёрный король · e6 чёрная ладья · f6 чёрный слон · g6 белый слон · f5 белый конь · e4 чёрный слон · e1 белый король · g1 белый слон | h8 чёрный король · e6 чёрная ладья · f6 чёрный слон · g6 белый слон · f5 белый конь · e4 чёрный слон · e1 белый король · g1 белый слон | h8 чёрный король · e6 чёрная ладья · f6 чёрный слон · g6 белый слон · f5 белый конь · e4 чёрный слон · e1 белый король · g1 белый слон | h8 чёрный король · e6 чёрная ладья · f6 чёрный слон · g6 белый слон · f5 белый конь · e4 чёрный слон · e1 белый король · g1 белый слон | 3 |
| 2 | h8 чёрный король · e6 чёрная ладья · f6 чёрный слон · g6 белый слон · f5 белый конь · e4 чёрный слон · e1 белый король · g1 белый слон | h8 чёрный король · e6 чёрная ладья · f6 чёрный слон · g6 белый слон · f5 белый конь · e4 чёрный слон · e1 белый король · g1 белый слон | h8 чёрный король · e6 чёрная ладья · f6 чёрный слон · g6 белый слон · f5 белый конь · e4 чёрный слон · e1 белый король · g1 белый слон | h8 чёрный король · e6 чёрная ладья · f6 чёрный слон · g6 белый слон · f5 белый конь · e4 чёрный слон · e1 белый король · g1 белый слон | h8 чёрный король · e6 чёрная ладья · f6 чёрный слон · g6 белый слон · f5 белый конь · e4 чёрный слон · e1 белый король · g1 белый слон | h8 чёрный король · e6 чёрная ладья · f6 чёрный слон · g6 белый слон · f5 белый конь · e4 чёрный слон · e1 белый король · g1 белый слон | h8 чёрный король · e6 чёрная ладья · f6 чёрный слон · g6 белый слон · f5 белый конь · e4 чёрный слон · e1 белый король · g1 белый слон | h8 чёрный король · e6 чёрная ладья · f6 чёрный слон · g6 белый слон · f5 белый конь · e4 чёрный слон · e1 белый король · g1 белый слон | 2 |
| 1 | h8 чёрный король · e6 чёрная ладья · f6 чёрный слон · g6 белый слон · f5 белый конь · e4 чёрный слон · e1 белый король · g1 белый слон | h8 чёрный король · e6 чёрная ладья · f6 чёрный слон · g6 белый слон · f5 белый конь · e4 чёрный слон · e1 белый король · g1 белый слон | h8 чёрный король · e6 чёрная ладья · f6 чёрный слон · g6 белый слон · f5 белый конь · e4 чёрный слон · e1 белый король · g1 белый слон | h8 чёрный король · e6 чёрная ладья · f6 чёрный слон · g6 белый слон · f5 белый конь · e4 чёрный слон · e1 белый король · g1 белый слон | h8 чёрный король · e6 чёрная ладья · f6 чёрный слон · g6 белый слон · f5 белый конь · e4 чёрный слон · e1 белый король · g1 белый слон | h8 чёрный король · e6 чёрная ладья · f6 чёрный слон · g6 белый слон · f5 белый конь · e4 чёрный слон · e1 белый король · g1 белый слон | h8 чёрный король · e6 чёрная ладья · f6 чёрный слон · g6 белый слон · f5 белый конь · e4 чёрный слон · e1 белый король · g1 белый слон | h8 чёрный король · e6 чёрная ладья · f6 чёрный слон · g6 белый слон · f5 белый конь · e4 чёрный слон · e1 белый король · g1 белый слон | 1 |
|   | a | b | c | d | e | f | g | h |   |

1.Cf7! Сс3+ 2.Кре2 Лf6 3.Kg3 Cf3+ 4.Kpd3 Ce5

5.Сс4! Лg6 6.Cf2 С:g3 7.Cd4+ Kph7 8.Кре3 Лg4
(или 8...Лd6 9.Сс5 Лс6 10.Cd3+ Kpg8 11.Сс4+ Kpg7 12.Cd4+ Kpf8 13.Cb5 — ничья)

9.Cd3+ Kpg8 10.Cc4+ Kph7 11.Cd3+ Kph6

12.Cc5! Cd1 13.Kpd2 Cf3 14.Кре3 Cd1

15.Kpd2 Ca4 16.Cf8+ Kpg5 17.Ce7+ Kpf4

18.Cd6+ Kpg5 19.Ce7+ Kph6 20.Cf8+ — вечный шах. 